# Gornje Cerovo
Gornje Cerovo – wieś w Słowenii, w gminie Brda. W 2018 roku liczyła 320 mieszkańców.